# Justice (Dokumentarfilm)
Justice ist ein Dokumentarfilm von Doug Liman, der sich mit den Anhörungen im Jahr 2018 und den nachfolgenden Ermittlungen der US-Regierung gegen den späteren Richter am Obersten Gerichtshof des Landes, Brett Kavanaugh, befasst. Der Film feierte im Januar 2023 beim Sundance Film Festival seine Premiere.

## Inhalt und Biografisches

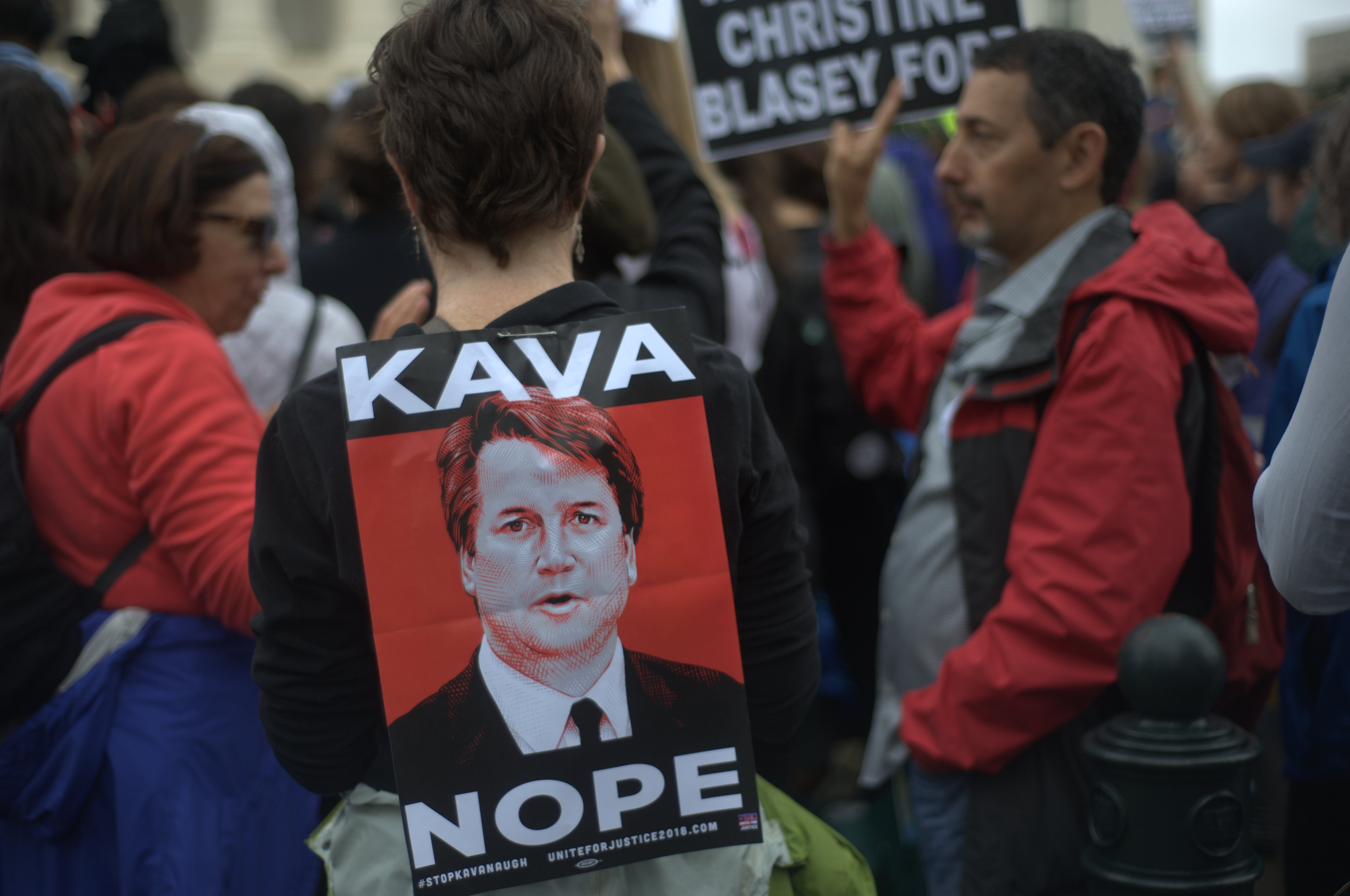
Die Anhörungen von Brett Kavanaugh führten zu heftigen politischen Diskussionen und Protesten

Der Film beschäftigt sich mit den Anhörungen von Brett Kavanaugh im Jahr 2018 und den anschließenden Ermittlungen der US-Regierung gegen den späteren Richter am Obersten Gerichtshof der Vereinigten Staaten. Kavanaugh wurde im Juli 2018 von Präsident Donald Trump für den Obersten Gerichtshof nominiert. Als seine Ernennung durch den Senat der Vereinigten Staaten geprüft wurde, warfen ihm mehrere Frauen vor, sie in seiner Jugend sexuell bedrängt zu haben, darunter seine ehemalige Klassenkameradin von der Highschool Christine Blasey Ford. Die von Kavanaugh bestrittenen Vorwürfe und sein Verhalten vor dem Justizausschuss führten zu heftigen politischen und gesellschaftlichen Diskussionen. Daraufhin eingeleitete Ermittlungen des FBI und die sechs bereits zuvor vom FBI durchgeführten Background-Checks bestätigten die Vorwürfe nicht.

## Produktion
Regie führte Doug Liman. Es handelt sich bei Justice um seinen ersten Dokumentarfilm. Er erklärte zu seinem Film: „Dank dieses fantastischen Ermittlungsteams und der mutigen Seelen, die uns ihre Geschichten anvertraut haben, setzt Justice dort an, wo die FBI-Ermittlungen gegen Brett Kavanaugh kläglich zu kurz gekommen sind.“ Der Film stelle das US-Justizsystem und die dahinter stehenden Institutionen auf den Prüfstand, so Liman.
Die Weltpremiere erfolgte am 21. Januar 2023 beim Sundance Film Festival.